# Outcasts (serie televisiva)
Outcasts è una serie televisiva britannica di fantascienza del 2011.
Prodotta dalla Kudos Film & Television per BBC One, la serie è stata girata in Sudafrica nel maggio 2010 e trasmessa in otto episodi tra il 7 febbraio e il 13 marzo 2011 su BBC One. A causa dei deludenti ascolti, la serie è prima stata spostata di domenica e successivamente non rinnovata per una seconda stagione.

## Trama
Metà del XXI secolo  2060. In seguito a una guerra nucleare, gli abitanti della Terra stanno progressivamente trasferendosi su Carpathia, un pianeta situato in una Cintura Verde e adatto quindi alla colonizzazione. Il pianeta è a cinque anni di viaggio dalla Terra, e le comunicazioni tra i due pianeti si sono interrotte da tempo. Proprio quando non sembrano giungere più notizie dalla Terra, il transporter CT9, forse l'ultimo ad essersi salvato, raggiunge la prossimità dell'atmosfera di Carpathia.

## Personaggi e interpreti
- President Richard Tate, interpretato da Liam Cunningham:
Presidente della colonia umana su Carpathia. Soffre la perdita dei suoi due figli, morti in seguito a un'epidemia.
- Stella Isen, interpretata da Hermione Norris:
Capo della PAS (Protection and Security), spera che sull'ultimo transporter giunto dalla Terra ci siano il marito e la figlia, di cui non ha più notizie da anni.
- Fleur Morgan, interpretata da Amy Manson:
Ufficiale della PAS, migliore amica della moglie di Mitchell.
- Cass Cromwell, interpretato da Daniel Mays:
Imprevedibile ufficiale della PAS, fermamente leale al Presidente.
- Mitchell Hoban, interpretato da Jamie Bamber:
Capo degli Esploratori, progressivo ed ambizioso. Disobbedisce agli ordini del Presidente quando questi gli chiede di sterminare gli AC, donne e bambini compresi. Mentalmente instabile, viene ucciso da Fleur nel primo episodio.
- Jack Holt, interpretato da Ashley Walters:
Braccio destro di Mitchell tra gli Esploratori che ne prende il posto dopo la sua morte.
- Julius Berger, interpretato da Eric Mabius:
Leader religioso, giunto con l'ultimo transporter.
- Tipper Malone, interpretato da Michael Legge:
Ragazzo prodigio giunto su Carpathia grazie alle sue doti intellettuali. Sul pianeta passa il tempo gestendo una radio pirata.
- Rudi, interpretato da Langley Kirkwood:
Leader degli AC. Sostiene di essere in guerra con Forthaven, ma rispetta e protegge Fleur, l'unica umana di cui si fidi.
- Lily Isen, interpretata da Jeanne Kietzmann:
Figlia adolescente di Stella, giunta con l'ultimo transporter.

## Episodi
| Stagione       | Episodi | Prima TV originale | Prima TV Italia |
| -------------- | ------- | ------------------ | --------------- |
| Prima stagione | 8       | 2011               |                 |